# 美翼猪笼草
美翼猪笼草（学名：Nepenthes × merrilliata）是由翼状猪笼草（N. alata）和美林猪笼草（N. merrilliana）杂交得到的自然杂交种。其与亲本一样，为菲律宾特有的热带食虫植物，但其仅存在于薩馬島、棉兰老岛及附近岛屿上的美林猪笼草分布地内。

## 扩展阅读
- 食虫植物数据库中 美翼猪笼草的信息 （页面存档备份，存于）
- 食虫植物照片搜寻引擎中 美翼猪笼草的照片 （页面存档备份，存于）

 维基共享资源上的相關多媒體資源：美翼猪笼草
 維基物種上的相關：美翼猪笼草